# La morte paga doppio
La morte paga doppio (Double Indemnity) è un romanzo noir del 1943 di James Cain. 
Il libro è ispirato a un reale caso di cronaca nera del 1927, l'omicidio di Albert Snyder ad opera della moglie Ruth Snyder e del suo amante.
La fiamma del peccato fu il titolo della prima edizione italiana, che riprese quello della versione cinematografica diretta da Billy Wilder. L'opera letteraria è stata oggetto di altre trasposizioni filmiche, più o meno fedeli allo scritto originale, tra cui il noto Brivido Caldo del 1981, diretto da Lawrence Kasdan.

## Trama
Hollywood, fine anni trenta. Il cinico agente assicurativo Walter Huff si invaghisce di Phyllis, moglie di Nirdlinger, uno dei suoi clienti. Tra i due nasce una torbida relazione: con la complicità dell'amante, Walter ordisce un piano per far sottoscrivere a Nirdlinger un'assicurazione sulla vita; poi organizza un incidente simulato, facendo credere che l'uomo sia accidentalmente caduto da un treno in corsa. La tipologia del sinistro è talmente infrequente da garantire ai beneficiari una "doppia indennità" (da cui il titolo originale del romanzo).
Nonostante il piano sia stato congegnato fin nei minimi dettagli, subito dopo l'omicidio le cose iniziano a complicarsi. Mentre polizia e agenti assicurativi indagano sul caso, non del tutto convinti sulle circostanze della morte di Nirdlinger, il sentimento tra Walter e Phyllis svanisce abbastanza rapidamente. Ben presto l'uomo comprende che l'amante si è abilmente servita fin dall'inizio di lui, che ha creduto di essere la mente del piano, ma in realtà è stato una pedina nel diabolico progetto della donna.

## Edizioni
- La fiamma del peccato, traduzione di Maria Martone e Antonio Velini, Milano, De Carlo, 1946.
- La fiamma del peccato, traduzione di Maria Martone, Collana Garzanti per tutti; Romanzi e racconti n.32, Milano, Garzanti, 1965,  p. 156.
- La morte paga doppio, traduzione di Franco Salvatorelli, Collana gli Adelphi, Milano, Adelphi, 1998, ISBN 978-88-459-1361-7.